# Agence d'administration régionale de la Laponie
L'agence d'administration régionale de la Laponie est l'une des six agences administratives régionales de la Finlande.

## Zone géographique
Le domaine de responsabilité de l'agence est la Laponie et ses 21 municipalités.
La délégation régionale est à Rovaniemi.

### Région
- Laponie

### Municipalités
- Enontekiö
- Inari
- Kemi
- Kemijärvi
- Keminmaa
- Kittilä
- Kolari
- Muonio
- Pelkosenniemi
- Pello
- Posio
- Ranua
- Rovaniemi
- Salla
- Savukoski
- Simo
- Sodankylä
- Tervola
- Tornio
- Utsjoki
- Ylitornio